# Nyctimantis siemersi
Nyctimantis siemersi – gatunek płaza bezogonowego z rodziny rzekotkowatych (Hylidae). Zamieszkuje północną Argentynę; był też stwierdzany w Urugwaju i Paragwaju, jednak nie wiadomo, czy nadal tam występuje. Płaz zamieszkuje tereny położone nie wyżej niż 70 metrów nad poziomem morza.

## Nyctimantis siemersi siemersi
Nyctimantis siemersi siemersi występuje (lub występował) w argentyńskich prowincjach Entre Ríos i Buenos Aires, a także w urugwajskich departamentach San Jose i Rocha. Podgatunek ten napotkano po raz ostatni w 1982, a przyczyny zmniejszania się jego liczebności nie zostały dobrze poznane. Siedliskiem populacji, tolerującej umiarkowane zmiany w środowisku wywołane przez człowieka, były mokradła i delty rzek, w tym Parany, więc być może duży udział miała tu wielka powódź po wylaniu Parany w 1983, po której pomimo wysiłków nie udało się odnaleźć populacji.

## Nyctimantis siemersi pederseni
Nyctimantis siemersi pederseni natomiast zamieszkuje północny zachód argentyńskiej prowincji Corrientes. Obszar ten obejmuje Park Narodowy Mburucuyá. Zwierzę to jest rzadkie, aczkolwiek widywano je w latach 2002 i 2003, a jego populacja wydaje się stabilna. Jego siedlisko to nadrzeczne lasy galeriowe, gdzie bytuje na roślinach ananasowatych z rodzaju Aechmaea. Wykorzystuje on występujące w ich otoczeniu tymczasowe zbiorniki wodne w celach rozrodczych.

## Status
W Czerwonej księdze gatunków zagrożonych IUCN Nyctimantis siemersi od 2022 roku klasyfikowany jest jako gatunek najmniejszej troski (LC, ang. Least Concern); wcześniej, od 2004 roku uznawano go za gatunek zagrożony (EN, ang. Endangered). Dawniej sądzono, że gatunek ten jest bardzo rzadki, jednak badania wykazały, że rzadkość jego stwierdzeń wynika ze skrytego trybu życia oraz bardzo krótkiego okresu rozrodczego (3–4 dni).
Główne zagrożenia dla płaza wynikają z:
- pożarów rozniecanych w celu rozszerzenia terenów pod pastwiska,
- zakładania plantacji sosen,
- osuszania paragwajskich mokradeł dla pozyskania terenów rolniczych,
- projektu Hidrovía Paraná-Paraguay zakładającego kanał dla statków w systemie rzecznym Parany i La Platy.

Gatunek wymaga ochrony siedlisk podmokłych i prac nad ustaleniem statusu podgatunku nominatywnego.